# Lorik Cana
Lorik Cana (ur. 27 lipca 1983 w Prisztinie w Kosowie) – piłkarz albański grający na pozycji defensywnego pomocnika. Posiada także obywatelstwo francuskie.

## Życiorys
Cana urodził się w Kosowie. Jako dziecko z powodu wojny uciekł z rodzicami do Szwajcarii. Jego ojciec, Agim, w latach 80. XX wieku był znanym albańskim zawodnikiem wywodzącym się ze "Złotej Generacji" klubu KF Prisztina i to właśnie on namówił Canę do podjęcia treningów w Lausanne-Sports. 

### Kariera klubowa
Cana grywał w drużynach juniorskich na różnych szczeblach wiekowych, aż w 2000 roku zauważyli go wysłannicy Paris Saint-Germain i młody Albańczyk przeniósł się do stolicy Francji.
W PSG przez pierwsze 2 sezony Cana grywał w rezerwach klubu, a do pierwszej drużyny trafił w sezonie 2002/2003 i 19 kwietnia 2003 zadebiutował w Ligue 1 wyjazdowym meczem z FC Nantes (1:1). Do końca sezonu zagrał jeszcze w 2 meczach ligowych i z PSG zajął 11. pozycję w lidze. W sezonie 2003/2004 stał się podstawowym zawodnikiem jedenastki klubu z Parc des Princes i na pozycji defensywnego pomocnika zagrał w 32 ligowych meczach i zdobył 1 gola, swojego pierwszego na francuskich boiskach (29 lutego w zremisowanym 1:1 wyjazdowym meczu z AJ Auxerre). Z PSG zdobył zarówno Puchar Francji (wystąpił w wygranym 1:0 finale z LB Châteauroux), jak i wywalczył wicemistrzostwo kraju (3 punkty straty do Olympique Lyon). Tak dobra gra Cany została zauważona w ojczyźnie i Lorik został wybrany Piłkarzem Roku 2003 w Albanii. W sezonie 2004/2005 w barwach paryskiego klubu Cana znów zagra w 32 meczach i strzelił gola w lidze, ale PSG po słabszym sezonie zajęło dopiero 9. miejsce. Cana zagrał także we wszystkich 6 meczach Ligi Mistrzów, jednak Paris Saint-Germain zajęło ostatnie miejsce w grupie. Sezon 2005/2006 Cana rozpoczął w PSG, ale po rozegraniu 2 meczów odszedł z klubu.
W sierpniu Lorik trafił do Olympique Marsylia, rywala PSG. Z Olympique podpisał kontrakt do 2009 roku, a klub zapłacił za niego 4 miliony euro. W OM Cana zadebiutował 27 sierpnia w 5. kolejce, w zremisowanym 1:1 meczu z Ajaccio AC. W marsylskim zespole wywalczył sobie miejsce w pierwszej jedenastce i w barwach 5. zespołu sezonu 2005/2006 rozegrał 28 meczów i strzelił 1 gola (w wygranym 1:0 meczu z ... Paris Saint-Germain). Z Marsylią zajął 5. miejsce w lidze (start w Pucharze Intertoto) oraz doszedł do 1/8 finału Pucharu UEFA (8 meczów Cany). Od początku sezonu 2006/2007 nadal jest podstawowym zawodnikiem OM. Brał udział w nieudanych dla Marsylii zawodów Pucharu UEFA, gdy klub w 2. rundzie odpadł niespodziewanie po meczach z FK Mlada Boleslav. W OM miał jednak pewne miejsce w składzie i wystąpił w 33 meczach. Został z tym klubem wicemistrzem Francji. W maju 2009 roku Arsenal F.C. złożył mu propozycję 2-letniego kontraktu.
Ostatecznie Cana w lipcu podpisał kontrakt z Sunderlandem. W nowym klubie zadebiutował 15 sierpnia w meczu z Boltonem Wanderers. W sezonie 2009/2010 rozegrał 31 ligowych meczów i nie zdobył żadnej bramki. 8 lipca 2010 podpisał kontrakt z Galatasaray SK.
W lipcu 2011 roku Cana przeszedł z Galatasaray do S.S. Lazio. Karierę zakończył w 2016 roku po sezonie gry dla francuskiego FC Nantes. 
| Sezon   | Klub                | Kraj    | Rozgrywki      | Mecze | Bramki |
| ------- | ------------------- | ------- | -------------- | ----- | ------ |
| 2002/03 | Paris Saint-Germain | Francja | Ligue 1        | 3     | 0      |
| 2003/04 | Paris Saint-Germain | Francja | Ligue 1        | 32    | 1      |
| 2004/05 | Paris Saint-Germain | Francja | Ligue 1        | 32    | 1      |
| 2005/06 | Paris Saint-Germain | Francja | Ligue 1        | 2     | 0      |
| 2005/06 | Olympique Marsylia  | Francja | Ligue 1        | 28    | 1      |
| 2006/07 | Olympique Marsylia  | Francja | Ligue 1        | 33    | 2      |
| 2007/08 | Olympique Marsylia  | Francja | Ligue 1        | 34    | 2      |
| 2008/09 | Olympique Marsylia  | Francja | Ligue 1        | 24    | 1      |
| 2009/10 | Sunderland          | Anglia  | Premier League | 31    | 0      |
| 2010/11 | Galatasaray SK      | Turcja  | Süper Lig      | 24    | 1      |
| 2011/12 | S.S. Lazio          | Włochy  | Serie A        | 15    | 2      |
| 2012/13 | S.S. Lazio          | Włochy  | Serie A        | 24    | 0      |
| 2013/14 | S.S. Lazio          | Włochy  | Serie A        | 26    | 2      |
| 2014/15 | S.S. Lazio          | Włochy  | Serie A        | 17    | 0      |
| 2015/16 | FC Nantes           | Francja | Ligue 1        | 21    | 0      |

### Reprezentant kraju
W reprezentacji Albanii Cana zadebiutował 11 czerwca 2003 w przegranym 2:3 meczu ze Szwajcarią rozegranym w ramach kwalifikacji do Euro 2004. W kadrze narodowej ma pewne miejsce w podstawowej jedenastce i grał także w nieudanych dla Albanii eliminacjach do Mistrzostw Świata w Niemczech. W reprezentacji narodowej zagrał 65 razy i strzelił 1 gola.

## Sukcesy
- Puchar Francji: 2004 z PSG
- Finał Pucharu Francji: 2006 z Olympique Marsylia
- Wicemistrzostwo Francji: 2004 z PSG
- Piłkarz Roku w Albanii: 2003